# 9609 Ponomarevalya
9609 Ponomarevalya este un asteroid din centura principală de asteroizi.

## Descriere
9609 Ponomarevalya este un asteroid din centura principală de asteroizi. A fost descoperit pe 26 august 1992 la Observatorul astrofizic din Crimeea de Liudmila Cernîh. Asteroidul prezintă o orbită caracterizată de o semiaxă mare de 3,01 ua, o excentricitate de 0,10 și o înclinație de 9,4° în raport cu ecliptica.